# Weniamin Jewgenjewitsch But
Weniamin Jewgenjewitsch But (russisch Вениамин Евгеньевич Бут; * 1. August 1961 in Leningrad, Sowjetunion) ist ein ehemaliger russischer Ruderer und heutiger Ruderfunktionär des russischen Ruderverbandes.

## Karriere als Sportler
But begann mit dem Rudersport im Jahr 1976 in seiner Heimatstadt Leningrad, wo er bereits im Juniorenalter erfolgreich an Ruderwettbewerben im Achter teilnahm. 
Ab 1983 gehörte er der Sportorganisation Dynamo an und etablierte sich fortan im Männer-Achter der sowjetischen Nationalmannschaft. Gleich bei seiner ersten Teilnahme an den Weltmeisterschaften im Jahr 1985 gewann er eine Goldmedaille, es folgten Silbermedaillen bei den Weltmeisterschaften 1986 und 1987. Auch bei den Olympischen Sommerspielen 1988 in Seoul war But ein Mannschaftsmitglied des Sowjetachters, der hinter dem Deutschland-Achter die Silbermedaille gewann. Bei den Weltmeisterschaften trat er danach nicht mehr in Erscheinung, er konnte sich aber im Jahr 1992 noch einmal für den Vierer mit Steuermann des Vereinten Teams der Gemeinschaft Unabhängiger Staaten bei den Olympischen Sommerspielen in Barcelona qualifizieren und dort den sechsten Platz belegen.
But gewann in seiner Karriere acht nationale Meistertitel in den Jahren 1984 bis 1992. Für seine sportlichen Erfolge wurde er mit der Auszeichnung „Verdienter Meister des Sports der UdSSR“ (1986), sowie der Medaille „Für heldenmütige Arbeit“ (1988) und der Medaille „In Erinnerung des 300. Jahrestages von Sankt Petersburg“ (2003, russisch Меда́ль «В па́мять 300-ле́тия Санкт-Петербу́рга») bedacht.

## Nach seiner Sportlerlaufbahn
Im Anschluss an seine Laufbahn als Sportler war But zunächst bis 1998 als Unternehmer in Sankt Petersburg tätig, seitdem arbeitet er in Moskau. Er ist verheiratet und hat drei Kinder.
Am 23. November 2012 wurde er zum Präsidenten des Russischen Ruderverbandes (FGSR) gewählt, den er nach zahlreichen Misserfolgen bei den Olympischen Spielen wieder erfolgreich machen wollte. Es drohte vor seiner Wahl zudem eine Sperre auf internationaler Ebene für den gesamten Verband nach zahlreichen Dopingvergehen russischer Ruderer ab etwa dem Jahr 2006. In seiner Amtszeit als Präsident verbesserten sich in der Tat die Ergebnisse russische Auswahlmannschaften, so dass gleich fünf Startplätze für die olympische Ruderregatta 2016 qualifiziert werden konnten und zuvor bereits einige gute Ergebnisse bei Europameisterschaften und Weltmeisterschaften erzielt worden waren. Vier Jahre zuvor waren nur zwei Mannschaften in London an den Start gegangen.
In Buts Amtszeit fällt allerdings auch die Phase russischen Staatsdopings in zahlreichen Sportarten, welches kurz vor den Olympischen Spielen 2016 durch den McLaren-Report untersucht und bestätigt wurde. Die russischen Spitzenruderer waren demnach mutmaßlich Teil des russischen Dopingsystems, 20 von 28 gemeldeten Athleten wurden deshalb nur wenige Tage vor den Olympischen Spielen suspendiert. Mit But an der Spitze ging der russische Ruderverband gegen die Entscheidungen des Weltruderverbandes (FISA) und des Internationalen Olympischen Komitees (IOC) vor dem Internationalen Sportgerichtshof (CAS) vor. Der CAS bestätigte allerdings 19 von 20 Sperren und reduzierte damit effektiv das russische Ruderteam auf vier Sportler. Eine Anfechtung vor dem CAS hatte But schon nach der Suspendierung des Ruderers Sergei Fedorowzew am 30. Juni 2016 angekündigt, nachdem dieser mit einem positiven Dopingtest aufgefallen war und der russische Doppelvierer der Männer daher den olympischen Startplatz verlor. But sagte dabei, die fragliche Substanz sei versehentlich in Fedorowzews Körper gelangt.
Buts Präsidentschaft im FGSR endete im Jahr 2016. Als Nachfolger wurde der olympische Goldmedaillengewinner von 2004 Alexei Swirin an die Spitze des Verbandes gewählt.